# Hu Jianguan
Hu Jianguan (en chino: 胡建关; Wannian, 11 de mayo de 1993) es un deportista chino que compite en boxeo.
Participó en dos Juegos Olímpicos de Verano, en los años 2016 y 2020, obteniendo una medalla de bronce en Río de Janeiro 2016, en el peso mosca. Ganó una medalla de bronce en el Campeonato Mundial de Boxeo Aficionado de 2015, en el mismo peso.

## Palmarés internacional
| Juegos Olímpicos   | Juegos Olímpicos        | Juegos Olímpicos  | Juegos Olímpicos |
| Año                | Lugar                   | Medalla           | Categoría        |
| ------------------ | ----------------------- | ----------------- | ---------------- |
| 2016               | Río de Janeiro (Brasil) | Medalla de bronce | 52 kg            |
| Campeonato Mundial |                         |                   |                  |
| Año                | Lugar                   | Medalla           | Categoría        |
| 2015               | Doha (Catar)            | Medalla de bronce | 52 kg            |